# Life Saving Exhibition Lake
Der Life Saving Exhibition Lake war ein künstlicher See im Forest Park in der US-amerikanischen Stadt St. Louis, Missouri.
Der See befand sich auf dem Ausstellungsgelände der Louisiana Purchase Exposition, wo die United States Coast Guard, die amerikanische Küstenwache, Übungen im Rettungsschwimmen vorführte. Während der Olympischen Sommerspiele 1904, die zeitgleich stattfanden, wurden vom 5. bis 7. September die Wettkämpfe im Wasserspringen sowie die Schwimmwettkämpfe im Life Saving Exhibition Lake ausgetragen. Der See wurde von einem Bach durchflossen und war von Düngerrückständen und dem Viehmist der benachbarten Landwirtschaftsausstellung stark verunreinigt, weshalb zahlreiche Wassersportler während und nach den Wettkämpfen erkrankten.
Bei den Schwimmkämpfen starteten die Athleten von einem nur wenig aus dem Wasser ragenden Bohlenfloß aus, das sonst zum Anlegen von Booten bei Vorführungen der Rettungsschwimmer diente. Das Floß war nur über eine schmale Planke erreichbar. Wendepunkt und Ziel waren durch gespannte Seile markiert, es gab keine abgetrennten Bahnen.
Inzwischen befindet sich an der Stelle des Sees eine Kirche.